# Шпилар, Марек
Марек Шпилар (словац. Marek Špilár, 11 февраля 1975, Стропков, Чехословакия — 7 сентября 2013, Прешов, Словакия) — словацкий футболист, защитник, выступавший за сборную страны.

## Клубная карьера
Воспитанник футбольной школы клуба «Тесла» из своего родного города. В 18-летнем возрасте перебрался в чешский клуб «Петра» (Дрновице) и за два сезона сыграл 1 матч в чемпионате Чехии. Затем вернулся в Словакию и стал основным защитником прешовского «Татрана».
В 1997 году перешёл в состав клуба «Кошице». В своём первом сезоне он помог клубу выиграть второй подряд титул чемпиона страны и пробиться в групповой этап Лиги Чемпионов, выбив по пути московский «Спартак».
С 2000 года Марек Шпилар выступал за зарубежные клубы — чешские «Баник» и «Сигму», бельгийский «Брюгге», в котором он дважды завоевал золотые медали, и японский «Нагоя Грампус». В 2007 году он завершил футбольную карьеру.
7 сентября 2013 года в возрасте 38 лет совершил самоубийство, выпрыгнув из окна пятого этажа.

## Международная карьера
В 1995—1997 годах Марек Шпилар выступал за молодёжную сборную Словакии.
2 февраля 1997 года он дебютировал за первую сборную страны в матче против Боливии. За первые три года в национальной команде Шпилар сыграл 24 матча, за следующие два года — ни одного. В 2002 году он вернулся в сборную и сыграл 6 матчей, последней стала игра 7 сентября 2002 года против Турции. Всего на счету Марека Шпилара 30 матчей за сборную.

## Достижения
- Чемпион Словакии: 1997/98
- Чемпион Бельгии: 2002/03, 2004/05
- Обладатель Кубка Бельгии: 2003/04
- Обладатель Суперкубка Словакии: 1997